# Guarinus (kanselier)
Guarinus ( - Salerno, 21 januari 1137) was een Roomse geestelijke uit Normandië en kanselier (1131 of 1133 – 1137) van het koninkrijk Sicilië onder de regering van Rogier II, koning uit het Normandische Huis Hauteville.
Hij belegerde de abdij van Monte Cassino met Normandische troepen in 1137. Zijn dood maakte een einde aan de belegering.

## Levensloop

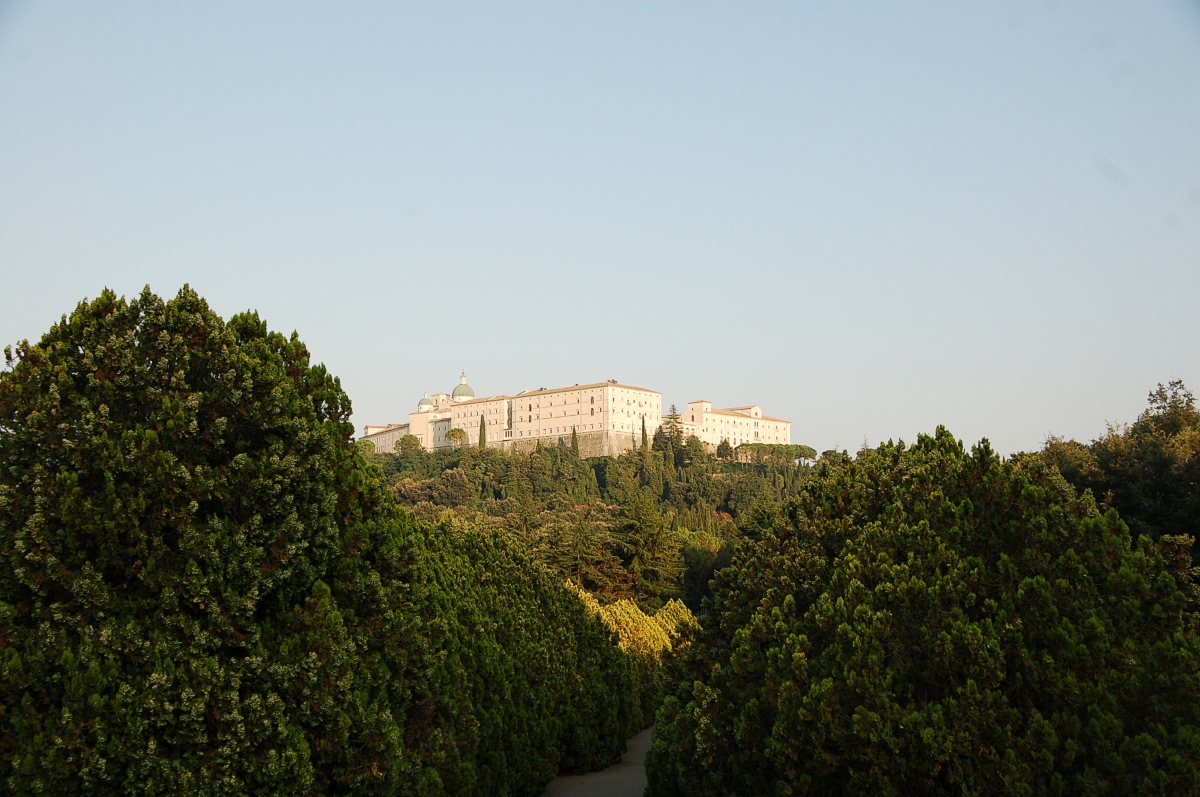
Abdij van Monte Cassino in Lazio, Italië

Guarinus was een Normandische geestelijke die voor 1130 uitweek naar Sicilië. Nadat tegenpaus Anacletus II Rogier II verhief van graaf tot koning van Sicilië (1130), werd Guarinus benoemd tot kanselier van Sicilië. Vermoedelijk was hij reeds werkzaam aan het Hof als hoofdkapelaan of magister cappellanus. Naargelang de bron is zijn eerste daad van kanselier in 1131 of 1133. De taken van Guarinus aan het Hof waren alleszins meer bestuurlijk en militair dan geestelijk.
In 1135 broeide onrust op het Zuid-Italiaanse of Siciliaanse vasteland. Binnen de Normandische adel verspreidde het gerucht dat koning Rogier II dodelijk ziek was. Tot de opstandelingen behoorden invloedrijke lokale heersers zoals Robert II van Capua, Sergius VII van Napels en Rainulf van Alife. Guarinus en generaal Johannes trokken samen op aan het hoofd van een troepenmacht. Door onlusten in Aversa moesten zij op de vlucht slaan. Guarinus verschanste zich in Capua terwijl Johannes enkele kuststeden versterkte. Een grote troepenmacht onder leiding van Rogier II stootte door naar Aversa en Napels. Voor Guarinus was dit het teken om vanuit Capua op te rukken naar Aversa. Tevens stond hij de jonge prins van Capua Alfons bij, zoon van Rogier II, in diens taak om het pas veroverde Capua te besturen.
In 1136 bemoeide keizer Lotharius II zich met de opstanden in Zuid-Italië. De keizer steunde de rechtmatige paus Innocentius II en niet de Normandisch gezinde tegenpaus Anacletus II. De keizerlijke troepen dreven de Normandisch-Siciliaanse troepen zuidwaarts. Lotharius II hergroepeerde al zijn troepen in Bari. Hij benoemde keizersgezinde edelen in veroverd gebied en keerde naar Duitsland terug.
Rogier II gaf Guarinus de opdracht om kost wat kost de abt van de abdij Monte Cassino, Senioretto of Seniorectus, aan de kant van de Normandiërs te krijgen. Een bondgenootschap tussen de abt en de keizer zou strategisch verlies betekenen in Midden-Italië. Maar Senioretto bleef bij zijn loyauteit aan keizer Lotharius en paus Innocentius II. Guarinus belegerde als reactie de abdij (5 januari 1137) omdat de abt elk verzoek van koning Rogier II bleef ter zijde leggen. Abt Senioretto kreeg hulp van een lokale heer, Landolfo van San Giovanni. Guarinus had er intussen voor gezorgd voldoende Normandische troepen rond de abdij van Monte Cassino te plaatsen. Guarinus werd onverwacht ernstig ziek tijdens het beleg. Een kroniekschrijver van de abdij beschreef de 'kwellingen uit de hel' die Guarinus moest ondergaan. Guarinus werd afgevoerd naar het hospitium van Salerno. Daar stierf Guarinus op 21 januari 1137. De dood van Guarinus betekende een ernstig militair verlies voor Rogier II. Niet alleen zijn kanselier stierf, maar ook zijn strateeg. Voor de kroniekschrijver van Monte Cassino was 'goddelijke gerechtigheid' geschied.
Alexander Telesinus, een andere benedictijn en kroniekschrijver, namelijk uit de abdij San Salvatore in Telesino, omschreef Guarinus daarentegen als een geleerd man die in onderhandelingen uiterst voorzichtig te werk ging.
Als kanselier werd Guarinus opgevolgd door zijn rechterhand Jocelyn (1137). Doch in hetzelfde jaar 1137 benoemde Rogier II Robert van Selby, een Engelsman, tot kanselier van Sicilië.